# Epigynum
Epigynum là chi thực vật có hoa trong họ Apocynaceae.